# Tilden (Teksas)
Tilden – jednostka osadnicza w Stanach Zjednoczonych, w stanie Teksas, w hrabstwie McMullen. W 2000 roku liczyło 450 mieszkańców.